# Myrosmodes ustulatum
Myrosmodes ustulatum är en orkidéart som först beskrevs av Rudolf Schlechter, och fick sitt nu gällande namn av Leslie Andrew Garay. Myrosmodes ustulatum ingår i släktet Myrosmodes och familjen orkidéer. Inga underarter finns listade i Catalogue of Life.